# Лазар Маркович
Лазар Маркович (серб. Лазар Марковић/Lazar Marković, нар. 2 березня 1994, Чачак, СРЮ) — сербський футболіст, півзахисник турецького «Газіантепа».

## Клубна кар'єра
Вихованець футбольної школи клубу «Партизан». Дорослу футбольну кар'єру розпочав 2011 року в основній команді того ж клубу, в якій провів два сезони, взявши участь у 46 матчах чемпіонату. Більшість часу, проведеного у складі «Партизана», був основним гравцем команди.
2013 року приєднався до клубу «Бенфіка». Відіграв за лісабонський клуб наступний сезон своєї ігрової кар'єри. Граючи у складі «Бенфіки» також здебільшого виходив на поле в основному складі команди.
2014 року уклав контракт з клубом «Ліверпуль», у складі якого провів наступний рік своєї кар'єри гравця.
До складу клубу «Фенербахче» на правах оренди приєднався 2015 року.
2016 року повернувся до стану «Ліверпуля».

## Виступи за збірні
2009 року дебютував у складі юнацької збірної Сербії, взяв участь у 16 іграх на юнацькому рівні, відзначившись 2 забитими голами.
З 2011 року залучався до складу молодіжної збірної Сербії. На молодіжному рівні зіграв у 3 офіційних матчах.
2012 року дебютував в офіційних матчах у складі національної збірної Сербії. Наразі провів у формі головної команди країни 22 матчі, забивши 3 голи.
| Дата       | Місто        | Господарі          | Результат | Гості    | Турнір            | Голи | Примітки |
| ---------- | ------------ | ------------------ | --------- | -------- | ----------------- | ---- | -------- |
| 28-02-2012 | Лімасол      | Сербія             | 2 – 0     | Вірменія | товариський матч  | -    | 69'      |
| 15-08-2012 | Белград      | Сербія             | 0 – 0     | Ірландія | товариський матч  | -    | 46'      |
| 11-09-2012 | Белград      | Сербія             | 6 – 1     | Уельс    | Відбір до ЧС 2014 | -    |          |
| 12-10-2012 | Белград      | Сербія             | 0 – 3     | Бельгія  | Відбір до ЧС 2014 | -    |          |
| 16-10-2012 | Скоп'є       | Північна Македонія | 1 – 0     | Сербія   | Відбір до ЧС 2014 | -    | 42' 74'  |
| 14-11-2012 | Санкт-Галлен | Чилі               | 1 – 3     | Сербія   | товариський матч  | 1    |          |
| 07-06-2013 | Брюссель     | Бельгія            | 2 – 1     | Сербія   | Відбір до ЧС 2014 | -    |          |
| 06-09-2013 | Белград      | Сербія             | 1 – 1     | Хорватія | Відбір до ЧС 2014 | -    | 78'      |
| 10-09-2013 | Кардіфф      | Уельс              | 0 – 3     | Сербія   | Відбір до ЧС 2014 | 1    |          |
| 05-03-2014 | Дублін       | Ірландія           | 1 – 2     | Сербія   | товариський матч  | -    | 75'      |
| 26-05-2014 | Гаррісон     | Сербія             | 2 – 1     | Ямайка   | товариський матч  | -    | 61'      |
| 31-05-2014 | Бріджв'ю     | Панама             | 1 – 1     | Сербія   | товариський матч  | -    | 78'      |
| 06-06-2014 | Сан-Паулу    | Бразилія           | 1 – 0     | Сербія   | товариський матч  | -    | 81'      |
| 07-09-2014 | Белград      | Сербія             | 1 – 1     | Франція  | товариський матч  | -    | 86'      |
| 11-10-2014 | Єреван       | Вірменія           | 1 – 1     | Сербія   | Відбір до ЧЄ 2016 | -    | 26'      |
| 14-11-2014 | Белград      | Сербія             | 1 – 3     | Данія    | Відбір до ЧЄ 2016 | -    | 71'      |
| 18-11-2014 | Афіни        | Греція             | 0 – 2     | Сербія   | товариський матч  | -    | 66'      |
| Усього     |              | Матчів             | 17        |          | Голів             | 2    |          |

## Титули і досягнення

### Командні
- Чемпіон Португалії:

«Бенфіка»: 2013–14
- Володар Кубка Португалії:

«Бенфіка»: 2013–14
- Володар Кубка португальської ліги:

«Бенфіка»: 2013–14

### Особисті
- Символічна збірна Ліги Європи УЄФА: 2013–14